# Essig József
Essig József (Fazekasvarsánd, 1938. június 18. – Kolozsvár, 2020. november 23.) romániai magyar fotóművész, operatőr, televíziós szerkesztő, Essig Kacsó Klára férje.

## Életpályája
Az Arad megyei Fazekasvarsándon született evangélikus lelkészi családban. Iskoláit szülőfalujában kezdte, majd Aradon érettségizett 1956-ban. Még ugyanabban az évben beiratkozott a kolozsvári protestáns teológiára, amelyet el is végzett 1960-ban, de nem lépett papi pályára, inkább a művészet vonzotta. A népművészeti iskolában szobrászatot tanult. Már gyermekkorában, amikor tehette, fényképezőgépet vásárolt, és önképző körökben tanulta meg a fényképezést. Több alkalommal díjazták munkáit országos szinten. 1962 és 1990 között a kolozsvári Vegyipari Kombinát Tervező Intézetében dolgozott.
1990-ben videokészüléket vásárolt, és belekezdett a mozgókép, a filmkészítés tanulmányozásába. 1990. március 15-től a Kolozsvári Televízió magyar adásának operatőre lett, ahol 2000-es nyugdíjazásáig dolgozott. Ez idő alatt sok értékes filmet alkotott. Aktív tevékenységét nyugdíjazása után sem adta fel.
Reményik Sándor nagy tisztelőjeként 2001-ben létrehozta a Reményik Sándor Művészstúdió Alapítványt, amelynek keretében emlékünnepségeket, kiállításokat rendeztek. Feleségével, Essig-Kacsó Klára képzőművésszel huszonöt éven keresztül szervezte az azóta híressé vált Zsoboki Képzőművészeti Alkotó- és Fotótábort. Saját, Farkas utcai lakásának alagsorában 2012-ben megnyitotta a STARS Pincegalériát (Studio Art Reményik Sándor Pincegaléria).

## Kiállítások (válogatás)
- BMC 2019 (2020. február 6. Kolozsvár, Művészeti Múzeum
- RETROSPEKTÍV FÉNYKÉPKIÁLLÍTÁS, 2020. január 18., Kolozsvár. Stars Galéria
- Út a reménységtől a győzelem felé – 1989. december 22. Kolozsváron Essig József fotóin, 2019. december 12.,  Kolozsvár
- In memoriam ADY ENDRE, 2019. szeptember 7.,Torda, 2019 augusztus 21. Kolozsvár, Apáczai Galéria
- A barokk Kolozsváron, 2019. augusztus 22., Kolozsvár
- BMC, 2019. február 7., Kolozsvár
- X. Zsoboki fotótábor, 2018. július 7., Zsobok
- Országos tárlat, 2017. január 20., Kolozsvár
- A Barabás Miklós Céh kolozsvári csoportjának évi kiállítása, 2016. január 28., Kolozsvár, Minerva Galéria
- Kolozsvári hangulatok, 2015. augusztus 18., Kolozsvár, Magyarország Főkonzulátusa
- XX. Zsoboki Tábor, 2015. július 12., Zsobok
- Essig József filmjei és fotói, 2015. február 17., Kolozsvár, Kolozsvár Társaság
- A BMC tárlata 2014. 2015. január 23., Kolozsvár, Minerva Galéria
- A XVIII. Kalotaszeg képzőművészeti alkotótábor, 2013. július 13., Zsobok
- Kolozsvári ablakok és ablakrészletek, 2012. augusztus 15., Kolozsvár, Szabók bástyája
- Kolozsvár kapui, 2011. augusztus 15., Kolozsvár, Szabók bástyája
- Barokk, 2009. október 22., Kolozsvár, Magyar Opera
- Kirakat tárlat, 2002. január 23., Kolozsvár

## Díjak, kitüntetések
- 1992 • Magyar Újságírók Romániai Egyesületének (MÚRE) operatőri díja
- 2017 • Barabás Miklós Céh Díszoklevele
- 2017 • EMKE Janovics Jenő-díja
- 2019 • Magyar Arany Érdemkereszt